# 艾伦·罗钦
艾伦·罗钦（英語：Aaron Rochin）为一位美国音讯工程师。他曾赢得了1次奥斯卡最佳音响效果奖，并在这个奖项上获得了8次提名。

## 精选影视作品
罗钦曾赢得了1次奥斯卡最佳音响效果奖，并获得8次提名。
获奖：
- 《猎鹿人》 (1978)[1]

提名：
- 《黑狮震雄风（英语：The Wind and the Lion）》 (1975)[2]
- 《金刚》 (1976)[3]
- 《地球浩劫（英语：Meteor (film)）》 (1979)[4]
- 《名扬四海》 (1980)[5]
- 《战争游戏（英语：WarGames）》 (1983)[6]
- 《2010》 (1984)[7]
- 《机械战警》 (1987)[8]
- 《全面回忆》 (1990)[9]